# Scarus hypselopterus
Scarus hypselopterus es una especie de peces de la familia Scaridae en el orden de los Perciformes.

## Morfología
Los machos pueden llegar alcanzar los 31 cm de longitud total.

## Distribución geográfica
Se encuentran en las islas Molucas (Indonesia), las Filipinas, las islas Ryukyu y República de Palau.